# Ashinaga longimana
Ashinaga longimana är en fjärilsart som beskrevs av Matsumura 1929. Ashinaga longimana ingår i släktet Ashinaga och familjen praktmalar, Oecophoridae. Inga underarter finns listade i Catalogue of Life.